# Palmas-d'Aveyron
Palmas-d'Aveyron è un comune francese del dipartimento dell'Aveyron della regione dell'Occitania.
È stato creato il 1º gennaio 2016 dalla fusione dei preesistenti comuni di Coussergues, Cruéjouls e Palmas.
Il capoluogo è la località di Palmas.